# Cisco ASA
Cisco ASA (Adaptive Security Appliance) — серия аппаратных межсетевых экранов, разработанных компанией Cisco Systems.
Является наследником следующих линеек устройств:
- Межсетевых экранов Cisco PIX;
- Систем обнаружения вторжений Cisco IPS 4200;
- VPN-концентраторов Cisco VPN 3000.

Так же как и PIX, ASA основаны на процессорах x86. Начиная с версии 7.0 PIX и ASA используют одинаковые образы операционной системы (но функциональность зависит от того, на каком устройстве она запущена).
Функциональность зависит от типа лицензии, который определяется введенным серийным номером.
Интерфейс командной строки напоминает (но не повторяет) интерфейс Cisco IOS. Управлять устройством можно через telnet, SSH, веб-интерфейс либо с помощью программы ASDM.

## Возможности
- Межсетевое экранирование с учётом состояния соединений;
- Глубокий анализ протоколов прикладного уровня;
- Трансляция сетевых адресов;
- IPsec VPN;
- SSL VPN (подключение к сети через веб-интерфейс);
- Протоколы динамической маршрутизации (RIP, EIGRP, OSPF).

ASA не поддерживают протоколы туннелирования (такие, как GRE). Поддержка Policy-based routing введена в ОС версии 9.4.

## Аппаратное обеспечение
| Модель                                     | 5505                                            | 5510                                                 | 5520                          | 5540                          | 5550                          | 5580-20                            | 5580-40                            | 5585-X-SSP20                   | 5585-X-SSP60                   |
| ------------------------------------------ | ----------------------------------------------- | ---------------------------------------------------- | ----------------------------- | ----------------------------- | ----------------------------- | ---------------------------------- | ---------------------------------- | ------------------------------ | ------------------------------ |
| Год выпуска                                | 2006                                            | 2005                                                 | 2005                          | 2005                          | 2006                          | 2008                               | 2008                               | 2010                           | 2010                           |
| Процессор                                  | AMD Geode LX                                    | Intel Celeron                                        | Intel Pentium 4 Celeron       | Intel Pentium 4               | Intel Pentium 4               | AMD Opteron (2 процессора, 4 ядра) | AMD Opteron (4 процессора, 8 ядер) | Intel (16 cores)               | Intel (24 cores)               |
| Тактовая частота                           | 500 MHz                                         | 1.6 GHz                                              | 2.0 GHz                       | 2.0 GHz                       | 3.0 GHz                       | 2.6 GHz                            | 2.6 GHz                            |                                | 2.4 GHz                        |
| Чипсет                                     | Geode CS5536                                    |                                                      | Intel 875P Canterwood         |                               |                               |                                    |                                    |                                |                                |
| Объём ОЗУ по умолчанию                     | 256 MB                                          | 256 MB                                               | 512 MB                        | 1 GB                          | 4 GB                          | 8 GB                               | 12 GB                              | 12GB                           | 24GB                           |
| Устройство хранения                        | ATA CompactFlash                                | ATA CompactFlash                                     | ATA CompactFlash              | ATA CompactFlash              | ATA CompactFlash              | ATA CompactFlash                   | ATA CompactFlash                   | ATA CompactFlash               | ATA CompactFlash               |
| Объём устройства хранения                  | 64 MB                                           | 64 MB                                                | 64 MB                         | 64 MB                         | 64 MB                         | 1 GB                               | 1 GB                               | 2GB                            | 2GB                            |
| Минимальная поддерживаемая версия ОС       | 7.2.1                                           | 7.0.1                                                | 7.0.1                         | 7.0.1                         | 7.1.1                         | 8.1.1                              | 8.1.1                              |                                |                                |
| Максимальное число виртуальных интерфейсов | 3 или 20 с лицензией Sec Plus                   | 50 или 100 с лицензией Sec Plus                      | 150                           | 200                           | 250                           | 250                                | 250                                |                                |                                |
| Чипсет сетевых интерфейсов                 | Marvell 88E6095                                 |                                                      |                               |                               |                               |                                    |                                    |                                |                                |
| Поддерживаемые карты расширения            | AIP-SSC                                         | CSC-SSM, AIP-SSM, 4GE-SSM                            | CSC-SSM, AIP-SSM, 4GE-SSM     | CSC-SSM, AIP-SSM, 4GE-SSM     | Не поддерживает               | 6 интерфейсных карт                | 6 интерфейсных карт                | IPS-SSP SSP-20                 | IPS-SSP SSP-60                 |
| Число соединений SSL VPN                   | 2 по умолчанию, максимум 50                     | 2 по умолчанию, максимум 250                         | 2 по умолчанию, максимум 750  | 2 по умолчанию, максимум 2500 | 2 по умолчанию, максимум 5000 | 2 по умолчанию, максимум 10000     | 2 по умолчанию, максимум 10000     | 2 по умолчанию, максимум 10000 | 2 по умолчанию, максимум 10000 |
| Поддержка резервирования                   | Stateless Active/Standby (с лицензией Sec Plus) | Active/Standby, Active/Active (с лицензией Sec Plus) | Active/Standby, Active/Active | Active/Standby, Active/Active | Active/Standby, Active/Active | Active/Standby, Active/Active      | Active/Standby, Active/Active      | Active/Standby, Active/Active  | Active/Standby, Active/Active  |
| Модель                                     | 5505                                            | 5510                                                 | 5520                          | 5540                          | 5550                          | 5580-20                            | 5580-40                            | 5585-X-SSP20                   | 5585-X-SSP60                   |

## Сравнение производительности
| Модель                                | ASA 5505                             | ASA 5510                              | ASA 5520 | ASA 5540 | ASA 5550 | ASA 5580-20 | ASA 5580-40 |
| ------------------------------------- | ------------------------------------ | ------------------------------------- | -------- | -------- | -------- | ----------- | ----------- |
| Нешифрованный ввод-вывод, Мбит/с      | 150                                  | 300                                   | 450      | 650      | 1 200    | 5 000       | 10 000      |
| Ввод-вывод AES/Triple DES, Мбит/с     | 100                                  | 170                                   | 225      | 325      | 425      | 1 000       | 1 000       |
| Число одновременных соединений        | 10 000 (25 000 с лицензией Sec Plus) | 50 000 (130 000 с лицензией Sec Plus) | 280 000  | 400 000  | 650 000  | 1 000 000   | 2 000 000   |
| Максимальное число IPsec-соединений   | 10 (25 с лицензией Sec Plus)         | 250                                   | 750      | 5 000    | 5 000    | 10 000      | 10 000      |
| Максимальное число соединений SSL VPN | 25                                   | 250                                   | 750      | 2 500    | 5 000    | 10 000      | 10 000      |
| Модель                                | ASA 5505                             | ASA 5510                              | ASA 5520 | ASA 5540 | ASA 5550 | ASA 5580-20 | ASA 5580-40 |